# Lista över tyska divisioner under andra världskriget
Lista över tyska divisioner under andra världskriget.

## Heer

### Artilleridivisioner
- 18. Artillerie-Division
- 309. Artillerie-Division
- 310. Artillerie-Division
- 311. Artillerie-Division
- 312. Artillerie-Division

### Bergsjägardivisioner
- 1. Gebirgs-Division
- 2. Gebirgs-Division
- 3. Gebirgs-Division
- 4. Gebirgs-Division
- 5. Gebirgs-Division
- 6. Gebirgs-Division
- 7. Gebirgs-Division
- 8. Gebirgs-Division
- 9. Gebirgs-Division (Ost)
- 9. Gebirgs-Division (Nord)
- 157. Gebirgs-Division
- 188. Gebirgs-Division

- 188. Reserve-Gebirgs-Division

- Gebirgs-Division Steiermark

- 1. Volks-Gebirgs-Division

### Folkgrenadjärdivisioner
- 6. Volksgrenadier-Division
- 9. Volksgrenadier-Division
- 12. Volksgrenadier-Division
- 16. Volksgrenadier-Division
- 18. Volksgrenadier-Division
- 19. Volksgrenadier-Division
- 22. Volksgrenadier-Division
- 26. Volksgrenadier-Division
- 31. Volksgrenadier-Division
- 35. Volksgrenadier-Division
- 36. Volksgrenadier-Division
- 45. Volksgrenadier-Division
- 47. Volksgrenadier-Division
- 48. Volksgrenadier-Division
- 61. Volksgrenadier-Division
- 62. Volksgrenadier-Division
- 78. Volksgrenadier-Division
- 79. Volksgrenadier-Division
- 95. Volksgrenadier-Division
- 167. Volksgrenadier-Division
- 183. Volksgrenadier-Division
- 211. Volksgrenadier-Division
- 212. Volksgrenadier-Division
- 246. Volksgrenadier-Division
- 256. Volksgrenadier-Division
- 257. Volksgrenadier-Division
- 271. Volksgrenadier-Division
- 272. Volksgrenadier-Division
- 276. Volksgrenadier-Division
- 277. Volksgrenadier-Division
- 320. Volksgrenadier-Division
- 326. Volksgrenadier-Division
- 337. Volksgrenadier-Division
- 340. Volksgrenadier-Division
- 347. Volksgrenadier-Division
- 349. Volksgrenadier-Division
- 352. Volksgrenadier-Division
- 361. Volksgrenadier-Division
- 363. Volksgrenadier-Division
- 462. Volksgrenadier-Division
- 541. Volksgrenadier-Division
- 542. Volksgrenadier-Division
- 544. Volksgrenadier-Division
- 545. Volksgrenadier-Division
- 547. Volksgrenadier-Division
- 548. Volksgrenadier-Division
- 549. Volksgrenadier-Division
- 551. Volksgrenadier-Division
- 553. Volksgrenadier-Division
- 558. Volksgrenadier-Division
- 559. Volksgrenadier-Division
- 560. Volksgrenadier-Division
- 561. Volksgrenadier-Division
- 562. Volksgrenadier-Division
- 563. Volksgrenadier-Division
- 564. Volksgrenadier-Division
- 565. Volksgrenadier-Division
- 566. Volksgrenadier-Division
- 567. Volksgrenadier-Division
- 568. Volksgrenadier-Division
- 569. Volksgrenadier-Division
- 570. Volksgrenadier-Division
- 571. Volksgrenadier-Division
- 572. Volksgrenadier-Division
- 573. Volksgrenadier-Division
- 574. Volksgrenadier-Division
- 575. Volksgrenadier-Division
- 576. Volksgrenadier-Division
- 577. Volksgrenadier-Division
- 578. Volksgrenadier-Division
- 579. Volksgrenadier-Division
- 580. Volksgrenadier-Division
- 581. Volksgrenadier-Division
- 582. Volksgrenadier-Division
- 583. Volksgrenadier-Division
- 584. Volksgrenadier-Division
- 585. Volksgrenadier-Division
- 586. Volksgrenadier-Division
- 587. Volksgrenadier-Division
- 588. Volksgrenadier-Division
- 708. Volksgrenadier-Division
- 716. Volksgrenadier-Division

### Fältdepå-Divisioner
- Feldersatz-Division A
- Feldersatz-Division B
- Feldersatz-Division C
- Feldersatz-Division D
- Feldersatz-Division E
- Feldersatz-Division F

### Fältutbildningsdivisioner
- 52. Feldausbildungs-Division
- 149. Feldausbildungs-Division
- 150. Feldausbildungs-Division
- 151. Feldausbildungs-Division
- 152. Feldausbildungs-Division
- 153. Feldausbildungs-Division
- 154. Feldausbildungs-Division
- 155. Feldausbildungs-Division
- 156. Feldausbildungs-Division
- 158. Feldausbildungs-Division
- 381. Feldausbildungs-Division
- 382. Feldausbildungs-Division
- 388. Feldausbildungs-Division
- 390. Feldausbildungs-Division
- 391. Feldausbildungs-Division

- Feldausbildungs-Division Kurland
- Feldausbildungs-Division Nord

### Fästningsdivisoner
- 41. Festungs-Division
- 133. Festungs-Division

- Festungs-Division Danzig
- Festungs-Division Frankfurt/Oder
- Festungs-Division Gotenhafen
- Festungs-Division Kreta
- Festungs-Division Stettin
- Festungs-Division Swinemünde
- Festungs-Division Warschau

### Grenadjärdivisioner
- 6. Grenadier-Division
- 19. Grenadier-Division
- 31. Grenadier-Division
- 36. Grenadier-Division
- 44. Reichsgrenadier-Division Hoch- und Deutschmeister
- 45. Grenadier-Division
- 78. Grenadier-Division
- 541. Grenadier-Division
- 542. Grenadier-Division
- 543. Grenadier-Division
- 544. Grenadier-Division
- 545. Grenadier-Division
- 546. Grenadier-Division
- 547. Grenadier-Division
- 548. Grenadier-Division
- 549. Grenadier-Division
- 550. Grenadier-Division
- 551. Grenadier-Division
- 552. Grenadier-Division
- 553. Grenadier-Division
- 558. Grenadier-Division
- 559. Grenadier-Division
- 560. Grenadier-Division
- 561. Grenadier-Division
- 562. Grenadier-Division
- 563. Grenadier-Division
- 564. Grenadier-Division

- Grenadier-Lehr-Division

- Grenadier-Division Ostpreußen 1
- Grenadier-Division Ostpreußen 2

### Infanteridivisioner
- 1. Infanterie-Division
- 4. Infanterie-Division
- 5. Infanterie-Division
- 6. Infanterie-Division
- 7. Infanterie-Division
- 8. Infanterie-Division
- 9. Infanterie-Division
- 10. Infanterie-Division
- 11. Infanterie-Division
- 12. Infanterie-Division
- 14. Infanterie-Division
- 15. Infanterie-Division
- 16. Infanterie-Division
- 17. Infanterie-Division
- 18. Infanterie-Division
- 19. Infanterie-Division
- 21. Infanterie-Division
- 23. Infanterie-Division
- 69. Infanterie-Division
- 71. Infanterie-Division
- 73. Infanterie-Division
- 163. Infanterie-Division
- 169. Infanterie-Division
- 170. Infanterie-Division
- 181. Infanterie-Division
- 198. Infanterie-Division
- 206. Infanterie-Division
- 208. Infanterie-Division
- 212. Infanterie-Division
- 214. Infanterie-Division
- 218. Infanterie-Division
- 352. Infanterie-Division

### Jägardivisioner
- 5. Jäger-Division
- 8. Jäger-Division
- 28. Jäger-Division
- 42. Jäger-Division
- 80. Jäger-Division
- 97. Jäger-Division
- 100. Jäger-Division
- 101. Jäger-Division
- 104. Jäger-Division
- 114. Jäger-Division
- 117. Jäger-Division
- 118. Jäger-Division

- Jäger-Division Alpen

### Kavalleridivisioner
- 1. Kavallerie-Division
- 3. Kavallerie-Division
- 4. Kavallerie-Division

- 1. Kosaken-Kavallerie-Division
- 2. Kosaken-Kavallerie-Division

### Lantvärnsdivisioner
- 14. Landwehr-Division
- 97. Landwehr-Division

### Luftlandsättningsdivisioner
- 22. Luftlande-Infanterie-Division
- 91. Luftlande-Infanterie-Division

### Lätta divisioner
- 1. leichte Division
- 2. leichte Division
- 3. leichte Division
- 4. leichte Division
- 164. leichte Division

- 5. leichte Afrika-Division
- 90. leichte Afrika-Division
- 999. leichte Afrika-Division

### Lätta infanteridivisioner
- 5. leichte Infanterie-Division
- '8. leichte Infanterie-Division
- 28. leichte Infanterie-Division
- 97. leichte Infanterie-Division
- 99. leichte Infanterie-Division
- 100. leichte Infanterie-Division
- 101. leichte Infanterie-Division

### Motoriserade infanteridivisioner
- 2. Infanterie-Division (mot)
- 3. Infanterie-Division (mot)
- 10. Infanterie-Division (mot)
- 13. Infanterie-Division (mot)
- 14. Infanterie-Division (mot)
- 16. Infanterie-Division (mot)
- 18. Infanterie-Division (mot)
- 20. Infanterie-Division (mot)
- 25. Infanterie-Division (mot)
- 29. Infanterie-Division (mot)
- 36. Infanterie-Division (mot)
- 60. Infanterie-Division (mot)
- 345. Infanterie-Division (mot)
- 386. Infanterie-Division (mot)

- Infanterie-Division Großdeutschland (mot)

### Pansardivisioner
- 1. Panzer-Division
- 2. Panzer-Division
- 3. Panzer-Division
- 4. Panzer-Division
- 5. Panzer-Division
- 6. Panzer-Division
- 7. Panzer-Division
- 8. Panzer-Division
- 9. Panzer-Division
- 10. Panzer-Division
- 11. Panzer-Division
- 12. Panzer-Division
- 13. Panzer-Division
- 14. Panzer-Division
- 15. Panzer-Division
- 16. Panzer-Division
- 17. Panzer-Division
- 18. Panzer-Division
- 19. Panzer-Division
- 20. Panzer-Division
- 21. Panzer-Division
- 22. Panzer-Division
- 23. Panzer-Division
- 24. Panzer-Division
- 25. Panzer-Division
- 26. Panzer-Division
- 27. Panzer-Division
- 116. Panzer-Division
- Panzer-Division Nr. 155
- Panzer-Division Nr. 178
- Panzer-Division Nr. 179
- 232. Panzer-Division
- 233. Panzer-Division

- Panzer-Lehr-Division

- Panzer-Division Bergen
- Panzer-Division Clausewitz
- Panzer-Division Döberitz
- Panzer-Division Feldherrnhalle 1
- Panzer-Division Feldherrnhalle 2
- Panzer-Division Großdeutschland
- Panzer-Division Holstein
- Panzer-Division Jüterbog
- Panzer-Division Kempf
- Panzer-Division Kurmark
- Panzer-Division Müncheberg
- Panzer-Division Norwegen
- Panzer-Division Schlesien
- Panzer-Division Tatra

- 155. Reserve-Panzer-Division
- 179. Reserve-Panzer-Division
- 233. Reserve-Panzer-Division
- 273. Reserve-Panzer-Division

- Panzerausbildungs-Division Tatra

### Pansargrenadjärdivisioner
- 3. Panzergrenadier-Division
- 10. Panzergrenadier-Division
- 14. Panzergrenadier-Division
- 15. Panzergrenadier-Division
- 16. Panzergrenadier-Division
- 18. Panzergrenadier-Division
- 20. Panzergrenadier-Division
- 25. Panzergrenadier-Division
- 29. Panzergrenadier-Division
- 90. Panzergrenadier-Division
- 233. Panzergrenadier-Division

- Panzergrenadier-Division Brandenburg
- Panzergrenadier-Division Feldherrnhalle
- Panzergrenadier-Division Großdeutschland

- Führer-Begleit-Division
- Führer-Grenadier-Division

### Reservdivisioner
- 141. Reserve-Division
- 143. Reserve-Division
- 147. Reserve-Division
- 148. Reserve-Division
- 151. Reserve-Division
- 153. Reserve-Division
- 154. Reserve-Division
- 156. Reserve-Division
- 157. Reserve-Division
- 158. Reserve-Division
- 159. Reserve-Division
- 160. Reserve-Division
- 165. Reserve-Division
- 166. Reserve-Division
- 171. Reserve-Division
- 172. Reserve-Division
- 173. Reserve-Division
- 174. Reserve-Division
- 182. Reserve-Division
- 187. Reserve-Division
- 189. Reserve-Division
- 191. Reserve-Division
- 526. Reserve-Division

### Skidjägardivisioner
- 1. Skijäger-Division

### Stormdivisioner
- 78. Sturm-Division

- Sturm-Division Kreta

- 78. Volks-Sturm-Division

### Säkringsdivisioner
- 52. Sicherungs-Division
- 201. Sicherungs-Division
- 203. Sicherungs-Division
- 207. Sicherungs-Division
- 213. Sicherungs-Division
- 221. Sicherungs-Division
- 281. Sicherungs-Division
- 285. Sicherungs-Division
- 286. Sicherungs-Division
- 325. Sicherungs-Division
- 390. Sicherungs-Division
- 391. Sicherungs-Division
- 403. Sicherungs-Division
- 444. Sicherungs-Division
- 454. Sicherungs-Division

### Utbildningsdivisioner
- 402. Ausbildungs-Division

- Ausbildungs-Division Bayern

## Waffen-SS

### Bergsjägardivisioner
- 6. SS-Gebirgs-Division Nord
- 7. SS-Freiwilligen-Gebirgs-Division Prinz Eugen
- 13. Waffen-Gebirgs-Division der SS Handschar (kroatische Nr. 1)
- 21. Waffen-Gebirgs-Division der SS Skanderbeg (albanische Nr. 1)
- 23. Waffen-Gebirgs-Division der SS Kama (kroatische Nr. 2)
- 24. Waffen-Gebirgs-(Karstjäger)-Division der SS

### Grenadjärdivisioner
- 14. Waffen-Grenadier-Division der SS (ukrainische Nr. 1)
- 15. Waffen-Grenadier-Division der SS (lettische Nr. 1)
- 19. Waffen-Grenadier-Division der SS (lettische Nr. 2)
- 20. Waffen-Grenadier-Division der SS (estnische Nr. 1)
- 25. Waffen-Grenadier-Division der SS Hunyadi (ungarische Nr. 1)
- 26. Waffen-Grenadier-Division der SS Hungaria (ungarische Nr. 1)
- 27. SS-Freiwilligen-Grenadier-Division Langemarck (flämische Nr. 1)
- 28. SS-Freiwilligen-Grenadier-Division Wallonien
- 29. Waffen-Grenadier-Division der SS (italienische Nr. 1)
- 29. Waffen-Grenadier-Division der SS (russische Nr. 1)
- 30. Waffen-Grenadier-Division der SS (russische Nr. 2)
- 30. Waffen-Grenadier-Division der SS (weissruthenische Nr. 1)
- 31. SS-Freiwilligen-Grenadier-Division
- 32. SS-Freiwilligen-Grenadier-Division 30 Januar
- 33. Waffen-Grenadier-Division der SS Charlemagne (französische Nr. 1)
- 34. SS-Freiwilligen-Grenadier-Division Landstorm Nederland
- 35. SS- und Polizei-Grenadier-Division
- 36. Waffen-Grenadier-Division der SS
- 38. SS-Grenadier-Division Nibelungen

### Kavalleridivisioner
- 8. SS-Kavallerie-Division Florian Geyer
- 22. SS-Freiwilligen-Kavallerie-Division Maria Theresa
- 33. Waffen-Kavallerie-Division der SS (ungarnische Nr. 3)
- 37. SS-Freiwilligen-Kavallerie-Division Lützow

### Pansardivisioner
- 1. SS-Panzer-Division Leibstandarte SS Adolf Hitler
- 2. SS-Panzer-Division Das Reich
- 3. SS-Panzer-Division Totenkopf
- 5. SS-Panzer-Division Wiking
- 9. SS-Panzer-Division Hohenstaufen
- 10. SS-Panzer-Division Frundsberg
- 12. SS-Panzer-Division Hitlerjugend
- 26. SS-Panzer-Division
- 27. SS-Panzer-Division
- 28. SS-Panzer-Division

### Pansargrenadjärdivisioner
- 4. SS-Polizei-Panzergrenadier-Division
- 11. SS Freiwilligen-Panzergrenadier-Division Nordland
- 16. SS-Panzergrenadier-Division Reichsführer-SS
- 17. SS-Panzergrenadier-Division Götz von Berlichingen
- 18. SS Freiwilligen-Panzergrenadier-Division Horst Wessel
- 23. SS-Freiwilligen-Panzergrenadier-Division Nederland (niederlandische Nr. 1)

## Kriegsmarine

### Marininfanteridivisioner
- 1. Marine-Infanterie-Division
- 2. Marine-Infanterie-Division
- 3. Marine-Infanterie-Division
- 11. Marine-Infanterie-Division
- 16. Marine-Infanterie-Division

- Marine-Infanterie-Division Gotenhafen

## Luftwaffe

### Fallskärmsjägardivisioner
- 1. Fallschirmjäger-Division
- 2. Fallschirmjäger-Division
- 3. Fallschirmjäger-Division
- 4. Fallschirmjäger-Division
- 5. Fallschirmjäger-Division
- 6. Fallschirmjäger-Division
- 7. Fallschirmjäger-Division
- 8. Fallschirmjäger-Division
- 9. Fallschirmjäger-Division
- 10. Fallschirmjäger-Division
- 11. Fallschirmjäger-Division
- 20. Fallschirmjäger-Division
- 21. Fallschirmjäger-Division

- Fallschirmjäger-Division Erdmann

- Fallschirmjäger-Ausbildungs- und Ersatz-Division

### Fältdivisioner
- 1. Luftwaffe-Feld-Division
- 2. Luftwaffe-Feld-Division
- 3. Luftwaffe-Feld-Division
- 4. Luftwaffe-Feld-Division
- 5. Luftwaffe-Feld-Division
- 6. Luftwaffe-Feld-Division
- 7. Luftwaffe-Feld-Division
- 8. Luftwaffe-Feld-Division
- 9. Luftwaffe-Feld-Division
- 10. Luftwaffe-Feld-Division
- 11. Luftwaffe-Feld-Division
- 12. Luftwaffe-Feld-Division
- 13. Luftwaffe-Feld-Division
- 14. Luftwaffe-Feld-Division
- 15. Luftwaffe-Feld-Division
- 16. Luftwaffe-Feld-Division
- 17. Luftwaffe-Feld-Division
- 18. Luftwaffe-Feld-Division
- 19. Luftwaffe-Feld-Division
- 20. Luftwaffe-Feld-Division
- 21. Luftwaffe-Feld-Division
- 22. Luftwaffe-Feld-Division

### Luftvärnsdivisioner
- 1. Flak-Division
- 2. Flak-Division
- 3. Flak-Division
- 4. Flak-Division
- 5. Flak-Division
- 6. Flak-Division
- 7. Flak-Division
- 8. Flak-Division
- 9. Flak-Division
- 10. Flak-Division
- 11. Flak-Division
- 12. Flak-Division
- 13. Flak-Division
- 14. Flak-Division
- 15. Flak-Division
- 16. Flak-Division
- 17. Flak-Division
- 18. Flak-Division
- 19. Flak-Division
- 20. Flak-Division
- 21. Flak-Division
- 22. Flak-Division
- 23. Flak-Division
- 24. Flak-Division
- 25. Flak-Division
- 26. Flak-Division
- 27. Flak-Division
- 28. Flak-Division
- 29. Flak-Division
- 30. Flak-Division
- 31. Flak-Division

### Stormdivisioner
- 19. Luftwaffe-Sturm-Division
- 20. Luftwaffe-Sturm-Division

### Utbildningsdivisioner
- 1. Luftwaffe-Ausbildungs-Division